# Borová (Trnava)
Borová es un municipio del distrito de Trnava en la región de Trnava, Eslovaquia, con una población estimada a final del año 2024 de 454 habitantes.
Se encuentra ubicado en el centro de la región, cerca del río Váh (cuenca hidrográfica del Danubio) y de la frontera con la región de Bratislava.

## Demografía
| Año        | 1994 | 2004     | 2014     | 2024     |
| ---------- | ---- | -------- | -------- | -------- |
| Población  | 300  | 347      | 408      | 454      |
| Diferencia |      | +15,66 % | +17,57 % | +11,27 % |

| Año        | 2023 | 2024    |
| ---------- | ---- | ------- |
| Población  | 457  | 454     |
| Diferencia |      | −0,65 % |